# Вардан I (цар Парфії)
Вардан I (парф. Vardān) (39 р. — 43 р.) — цар Парфії з династії Аршакідів.
Вардан прийшов до влади близько 39 р., коли проти його брата, Готарза, повстала шляхта. Формальним приводом для повстання стало вбивство Готарзом брата Артабана з родиною, що власне у царському домі Аршакідів було справою тривіальною. Але, як би не було, за Тацитом, Вардан протягом двох діб пройшов до столиці стрімким маршем близько 550 км, що на ті часи було подією, щонайменше, екстраординарною. Стрімкі та рішучі дії Вардана примусили Готарза втекти до пн.-східних кордонів царства, де він, зібравши військо з дагів та гіркан виступив проти брата, який в цей час вже почав облогу бунтівної Селевкії.
Вардан вирушив проти Готарза «на поля Бактрії», та близько кінця 39 р. між братами було укладено угоду, за якою царство залишилося за Варданом.
Облога Селевкії тривала до червня 42 р., і, в решті решт, місто, після семирічної незалежності, визнало владу Вардана. В тому ж 354 році Ери Селевкідів, а за сучасним календарем у лютому 43 р., в Селевкії було викарбувано монети Вардана з легендою грец. ΒΑΣΙΛΕΩΣ ΒΑΣΙΛΕΩΝ ΑΡΣΑΚΟΥ ΕΥΕΡΓΕΤΟΥ ΔΙΚΑΙΟΥ ΕΠΙΦΑΝΟΥΣ ΦΙΛΕΛΛΗΝΟΣ.
Близько весни-літа 43 р., підначений шляхтою, Готарз знов підняв заколот. Блискавична та переможна кампанія Вардана закінчилася того ж року не тільки перемогою над Готарзом біля р. Ерінд, але й підкоренням Бактрії та інших територій до р. Сінд (сучасний Інд). «Спорудивши монументи з написами, що жоден Аршакід до нього не обкладав ці племена даниною, він незабаром повернувся, овіяний славою…» На підтвердження цих слів Тацита свідчать і наразі відомі монети з легендами на кхароштхі: «maharajasa rajarajarasa mahatasa Arṣakasa tratarasa jayatasa» та «maharajasa rajarajasa mahatasa Arṣakasa tratarasa» — «великий цар, цар царів Великий Аршак, захисник, переможець».
В тому ж 355 р Ери Селевкідів, Вардана було підступно вбито підчас полювання. Владу було повернуто Готарзу, про що свідчать монети, биті в Селевкії і датовані саме цим роком.